# Кировоградский областной академический театр кукол
Кировоградский областной академический театр кукол (укр. Кіровоградський обласний академічний театр ляльок) — украинский областной театр кукол, расположенный в центре города Кропивницкий, по адресу ул. Преображенская, дом. 3.

## История
Театр был основан в сентябре 1939 года. С того времени и до конца 2000-х годов в нём было создано более 140 постановок. Среди них классические произведения и произведения современных авторов. С декабря 1998 года театр кукол возглавляет директор Григорий Николаевич Педько.
Работники театра неоднократно награждались благодарностями и грамотами управления культуры облгосадминистрации и Минкульта Украины.
В ноябре 2009 года года за значительные творческие и производственные достижения, весомый вклад в поддержку творческой молодежи, пропаганду украинского театрального искусства театру было присвоено звание академического, и он получил название — Кировоградский областной театр кукол.
В начале декабря 2009 года в театре прошли торжества по случаю 70-летия со дня его основания.

## Репертуар
В советское время большую популярность среди зрителей получили спектакли театра «Конёк Горбунок», «Три поросёнка», «Кот в сапогах», «Ещё раз о Красной Шапочке», «Белоснежка и гномы», «Веселый маскарад» и другие постановки.
В 2000-х годах, в среднем в год театр демонстрировал более 600 представлений, которые смотрели почти 70 000 зрителей. К примеру, в 68-м театральном сезоне (2006-й год) в репертуаре театра было 18 представлений, среди коих:
- «Поросёнок Чок» (Н. Туровер, Я Мирсаков);
- «Весёлые медвежёнки» (М. Поливанова);
- «Гусёнок» (Н. Гернет, Т. Гуревич);
- «Три поросёнка и серый волк» (С. Михалков);
- «Мойдодыр» (Ю. Чеповецкий);
- «Лисичка, Котик и Петушок» (А. Олесь);
- «Лисичка-сестрёнка и волк панибрат» (В. Нестайко);
- «Тайна рыжего Жевжика» (В. Нестайко);
- «Соломенный бычок и рок-группа „Казачок“» (В. Нестайко);
- «Аленький цветочек» по мотивам произведения (С. Аксакова);
- «Кошкин дом» (С. Маршак);
- «Я считаю до пяти» (М. Бартенев);
- «Кто в лесу самый быстрый» (А. Кузьмин);
- «Отель „У Мурзика“» (В. Игнатьев), и другие[3].

За время своего существования коллектив побывал с гастролями во многих областях Украины, а также в России, Латвии, Беларуси, Молдове, Дагестане.

## Награды
Неоднократно Кировоградский областной театр кукол принимал участие в различных смотрах-конкурсах и фестивалях:
- В 1977 году коллектив театра получил Диплом Министерства культуры за участие в фестивале болгарской драматургии с спектаклем «Твоя звездочка», в том же году спектакль «Скажи свое имя солдате» был отмечен премией Министерства культуры.
- В 1982 году спектакль «Солнечный лучик» на фестивале румынской драматургии получил Диплом лауреата и награждён областной премией И. Микитенко.
- В 1999 году за участие во Всеукраинской акции «Добрик шагает по планете» с спектаклем «Сказка о Добрике и золотых яблоках» коллектив театра награждён Дипломом Украинского Фонда Добра.
- В мае 2007 года театр принимал участие в двух Международных фестивалях театров кукол: на VI Международном фестивале театров кукол «Золотой Телесик», который состоялся во Львове, за спектакль «Тайна рыжего Жевжика» В. Нестайко и весомый вклад в развитие кукольного театр награждён Дипломом и символом фестиваля статуэткой «Золотой Телесик», а на V международном фестивале «Подольская кукла — 2007» (Винница; на базе местного областного театра кукол), конкурсное представление «Кошкин дом» С. Маршака награждён знаком лауреата и призом «Подольская кукла — 2007»[4].